# Sainte-Maure-de-Peyriac
Sainte-Maure-de-Peyriac är en kommun i departementet Lot-et-Garonne i regionen Nouvelle-Aquitaine i sydvästra Frankrike. Kommunen ligger i kantonen Mézin som tillhör arrondissementet Nérac. År 2022 hade Sainte-Maure-de-Peyriac 305 invånare.

## Befolkningsutveckling
Antalet invånare i kommunen Sainte-Maure-de-Peyriac
| Referens: INSEE |